# Бур, Лиане
Лиане Бур (нем. Liane Buhr; род. 11 марта 1956, Прицвальк), в девичестве Вайгельт (нем. Weigelt) — немецкая гребчиха, рулевая, выступавшая за сборную ГДР в 1970-х годах. Двукратная олимпийская чемпионка, трёхкратная чемпионка мира, победительница многих регат национального и международного значения.

## Биография
Лиане Бур родилась 11 марта 1956 года в городе Прицвальк, ГДР. Проходила подготовку в Потсдаме в спортивном клубе «Динамо».
Первого серьёзного успеха на взрослом международном уровне добилась в сезоне 1974 года, когда вошла в основной состав восточногерманской национальной сборной и побывала на чемпионате мира в Люцерне, откуда привезла награду золотого достоинства, выигранную в зачёте парных рулевых четвёрок.
В 1975 году на мировом первенстве в Ноттингеме вновь была лучшей в той же дисциплине.
Благодаря череде удачных выступлений удостоилась права защищать честь страны на летних Олимпийских играх 1976 года в Монреале — в составе команды, куда также вошли гребчихи Анке Борхман, Виола Полай, Росвита Цобельт и Ютта Лау, заняла первое место в парных рулевых четвёрках и стала таким образом олимпийской чемпионкой.
После монреальской Олимпиады на некоторое время прервала спортивную карьеру, решив полностью посвятить себя изучению медицины, но спустя пару лет вернулась в состав гребной команды ГДР и продолжила принимать участие в крупнейших международных регатах. Так, в 1978 году стартовала на мировом первенстве в Карапиро, но попасть в число призёров не смогла, показав в своей дисциплине четвёртый результат.
В 1979 году завоевала золотую медаль в парных рулевых четвёрках на чемпионате мира в Бледе.
Находясь в числе лидеров восточногерманской гребной сборной, благополучно прошла отбор на Олимпийские игры 1980 года в Москве — здесь совместно с Сибиллой Райнхардт, Юттой Плох, Росвитой Цобельт и Юттой Лау вновь одержала победу в четвёрках парных, став таким образом двукратной олимпийской чемпионкой.
За выдающиеся спортивные достижения награждалась орденом «За заслуги перед Отечеством» в бронзе (1974), серебре (1976) и золоте (1980).
Покинув академическую греблю, работала врачом общей практики в пригороде Белица.